# Meyreuil
Meyreuil ist eine französische Gemeinde mit 6341 Einwohnern (Stand 1. Januar 2022) im Département Bouches-du-Rhône in der Region Provence-Alpes-Côte d’Azur.

## Geografie
Meyreuil liegt in den Hügeln des Montaiguet, sechs Kilometer südöstlich von Aix-en-Provence. Weitere Nachbarorte sind Gardanne, Châteauneuf-le-Rouge, Fuveau und Bouc-Bel-Air.

## Geschichte
Der Name des Ortes soll sich vom römischen Feldherren Gaius Marius ableiten, der in der Schlacht von Aquae Sextiae (Aix-en-Provence) die Kimbern und Teutonen vernichtete. Der Ort ist allerdings erstmals im Jahre 1038 als Miroil belegt.
Im 14. Jahrhundert errichteten die Einwohner zum Schutz ihres Dorfes eine Burg. Karl der Lahme, König von Neapel und Graf der Provence, vermachte die Herrschaft um 1308 den Dominikanerinnen von Aix-en-Provence. Während der Französischen Revolution wurde die Burg zerstört.
Der nahegelegene Weiler Canet de Meyreuil bestand 1902 nur aus drei Häusern und einem Laden.
Nach dem Sieg der Franco-Truppen im Spanischen Bürgerkrieg flohen Hunderttausende spanischer Republikaner nach Frankreich. Hier wurden sie Anfang 1939 vorwiegend in Lagern im Süden und Südwesten Frankreichs interniert. Ab dem April 1939 wurden dann männliche spanische Flüchtlinge in neu gegründeten Compagnies de travailleurs étrangers (Fremdarbeiterkompanien, CTE) zusammengefasst, um Dienstleistungen für den französischen Staat zu erbringen. So entstand im Internierungslager Argelès-sur-Mer die 6. CTE-Kompanie spanischer Arbeiter. Die Einheit wurde mehrfach verlegt, bevor sie schließlich in Meyreuil eintraf.
Nach Frankreichs Niederlage gegen die Deutschen im Westfeldzug wurden unter dem Vichy-Regime aus den Compagnies de travailleurs étrangers die Groupemnts de travailleurs étrangers (Gruppen ausländischer Arbeiter, GTE). Sie wurden, wie schon zuvor die CTE, in Internierungslager zusammengefasst und mussten als billige Arbeitskräfte vor allem im Bergbau, in der Land- und Forstwirtschaft sowie in Fabriken arbeiten. Im Zuge dieser Entwicklung wurde in Meyreuil aus der 6. CTE-Kompanie die 6. GTE-Einheit, der besonders viele spanische Bergleute angehörten. Organisatorisch war das Internierungslager Meyreuil ein Außenlager von Les Milles.
Das Musee de la Resistance hebt hervor, dass die spanischen Internierten von Meyreuil sich trotz ihrer Überwachung organisierten und Arbeitskämpfe führten. Nach der Befreiung Frankreichs erlaubte die in Spanien fortbestehende Franco-Diktatur den Arbeitern der 6. GTE-Einheit nicht, in ihre Heimat zurückzukehren. Sie arbeiteten weiter im Bergwerk und wurden in schließlich in Meyreuil heimisch.
1958 wurde in Meyreuil das Kraftwerk Provence in Betrieb genommen.

## Kultur und Sehenswürdigkeiten
- Romanische Kapelle Saint-Marc aus dem 11. Jahrhundert
- Kirche Saint-Marc aus dem Jahr 1689
- Haus des kulturellen Erbes und der Traditionen
- Brücke Pont des Trois Sautet über den Arc, von Cézanne gemalt

## Bevölkerungsentwicklung
| Jahr      | 1962 | 1968 | 1975 | 1982 | 1990 | 1999 | 2008 | 2016 |
| Einwohner | 2042 | 2441 | 2492 | 2845 | 3766 | 4407 | 5084 | 5543 |